# Johann Liss
Pour les articles homonymes, voir Liss.
Johann Liss ou Jan Lys (né à Oldenbourg vers 1595-1597, mort à Vérone le 5 décembre 1631) est un important peintre baroque, surtout actif à Venise.

## Biographie
Liss est né à Oldenbourg dans le Schleswig-Holstein. Après des études dans son land natal, il a poursuivi ses études, peut-être avec Hendrick Goltzius en Hollande, visitant Amsterdam, Haarlem et Anvers, où il pourrait avoir rencontré Jacob Jordaens. Son ami et biographe Sandart, qui vécut avec lui avec lui à Venise en 1628-1629, est la principale source pour reconstituer son activité de peintre.
Exécutant un court séjour à Paris, il y fréquente l'atelier de Georges Lallemant.
Il se rend à Venise vers 1621 où il signa un dessin, Le Carnaval des musiciens bossus, aujourd'hui à Hambourg, lié à la tradition flamande et hollandaise.
Vers 1625, il se rendit à Rome, fréquenta les milieux caravagesques et rencontra Manfredi, Ter Brugghen et Valentin. Il y peignit des toiles aux clairs-obscurs appuyés et aux couleurs enflammées d'inspirations nordiques.
Vers 1623-1624, il retourna à Venise, où Il se fixa définitivement. Il observa les grands coloristes vénitiens de la Renaissance, mais aussi Fetti, comme en témoigne Le Retour du fils prodigue, aujourd'hui à l'Académie de Vienne. Sa peinture mûrit ensuite grâce à l'étude des œuvres italiennes de Rubens. Elle se caractérise par plus de spontanéité, comme on peut le voir dans La Toilette de Venus entourée de nymphes au château de Pommersfelden, dont une copie est aux Offices.

## Œuvres
- Le Sacrifice d'Isaac (1525-1526), huile sur toile, 88 × 69 cm, Musée des Offices, Florence. Collections du cardinal Léopold de Médicis, il se trouvait précédemment au Palais Pitti[2].
- Le Sacrifice d'Isaac (1624-1629), huile sur toile, 66 × 85 cm, Gallerie dell'Accademia de Venise[3]
- Lamentations sur le corps d'Abel (1624-1629), huile sur toile, 66 × 85 cm, Gallerie dell'Accademia de Venise[4]. Pendant du Sacrifice d'Isaac
- Moïse sauvé des eaux (v.1626-1627), huile sur toile, 155 × 106 cm, Palais des beaux-arts, Lille
- La Vision de saint Jérôme (v.1627), huile sur toile, 225 × 175 cm, Église San Nicolò da Tolentino, Venise
- Le Supplice de Marsyas (v. 1627), huile sur toile, 58 × 48 cm, Galeries de l'Académie de Venise[5]
- Vénus à sa toilette entourée de nymphes, huile sur bois, Château Weissenstein à Pommersfelden[2].
- Vénus à sa toilette, (v.1627), huile sur toile, 82 × 69 cm, musée des Offices, Florence. Copie de celle de Pommersfelden[2].
- Rixe de paysans, (v.1620), huile sur toile, 67,4 × 83 cm, Germanisches Nationalmuseum, Nuremberg
- Mariage champêtre, (v.1620), huile sur toile, 65,5 × 81,5 cm, Musée des Beaux-Arts, Budapest
- Judith, (v.1625), huile sur toile, 129 × 104 cm, Musée des Beaux-Arts, Budapest
- La Vision de saint Antoine, (v.1620), huile sur bois, 23,3 × 17,8 cm, Wallraf-Richartz Museum, Cologne

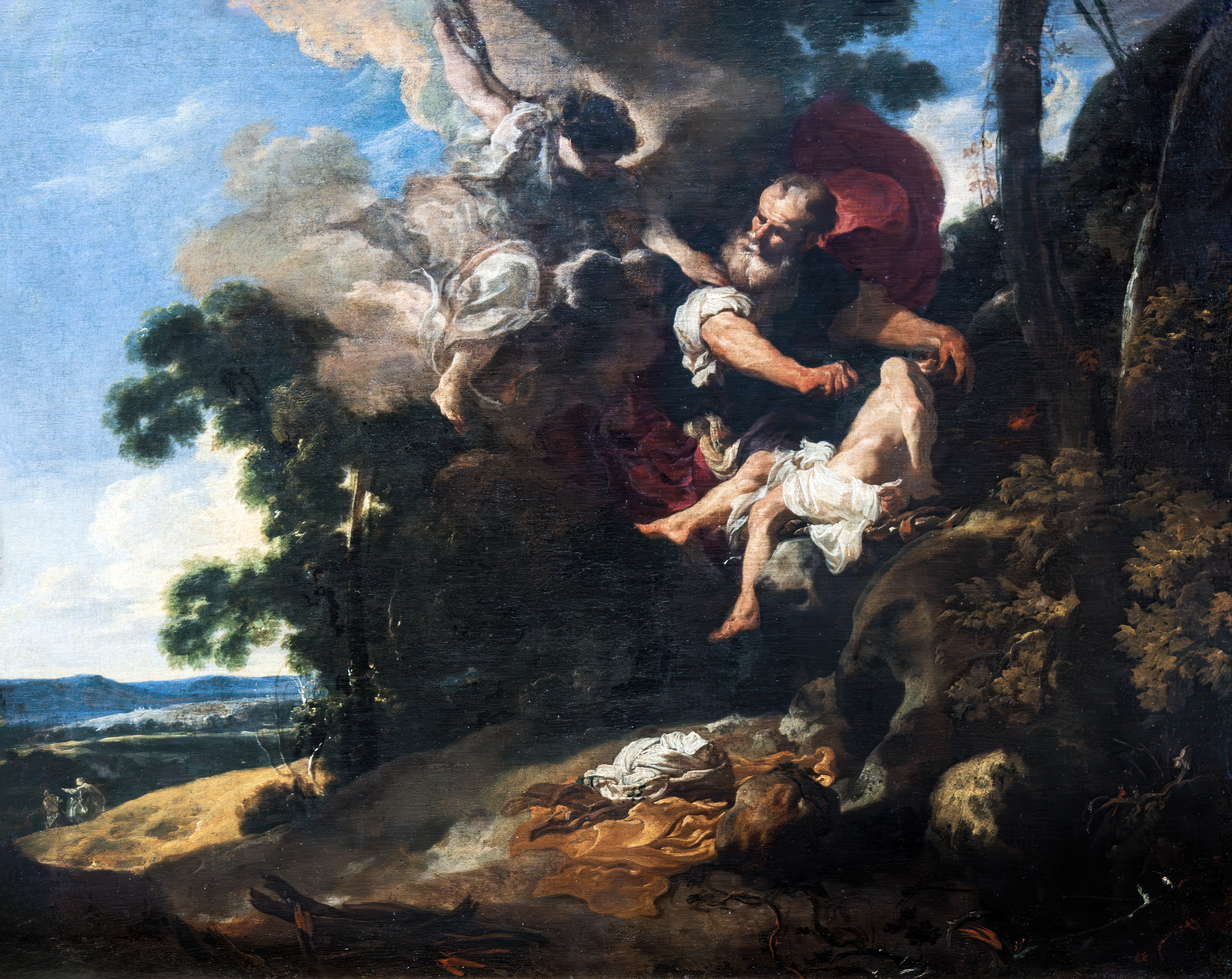
Le Sacrifice d'Isaac, Gallerie dell'Accademia de Venise
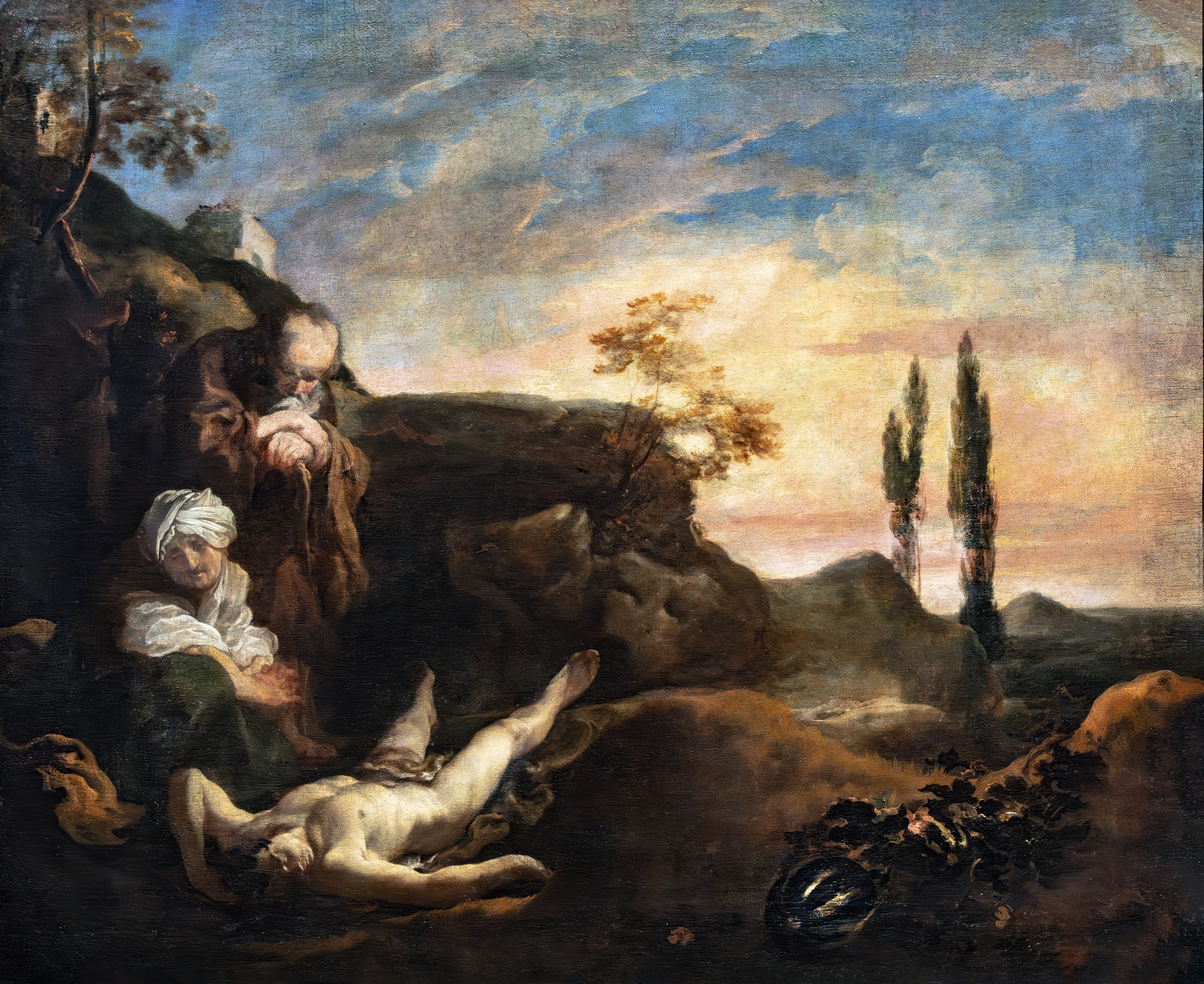
Lamentations sur le corps d'Abel, Gallerie dell'Accademia de Venise
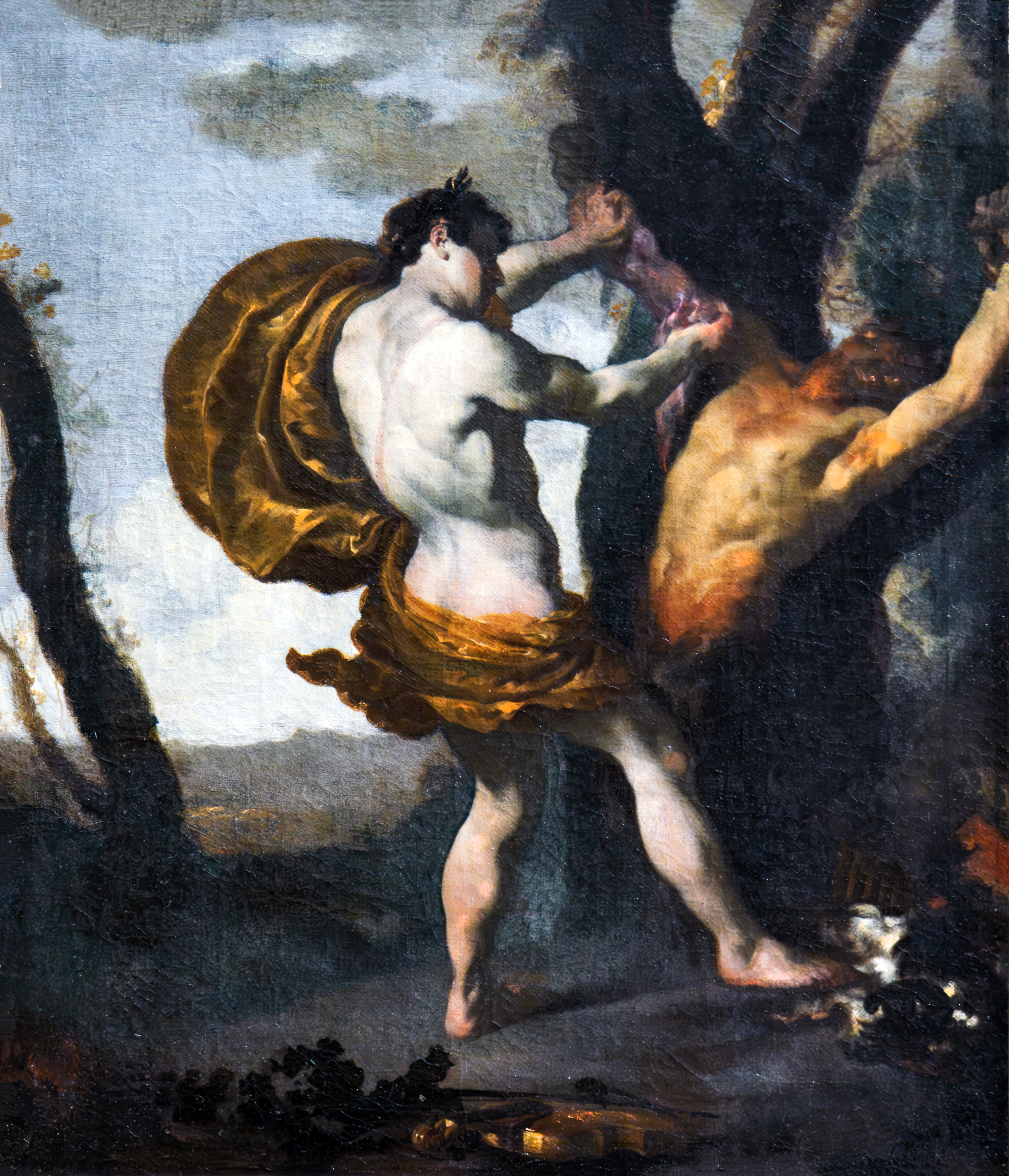
Le Supplice de Marsyas, Gallerie dell'Accademia de Venise
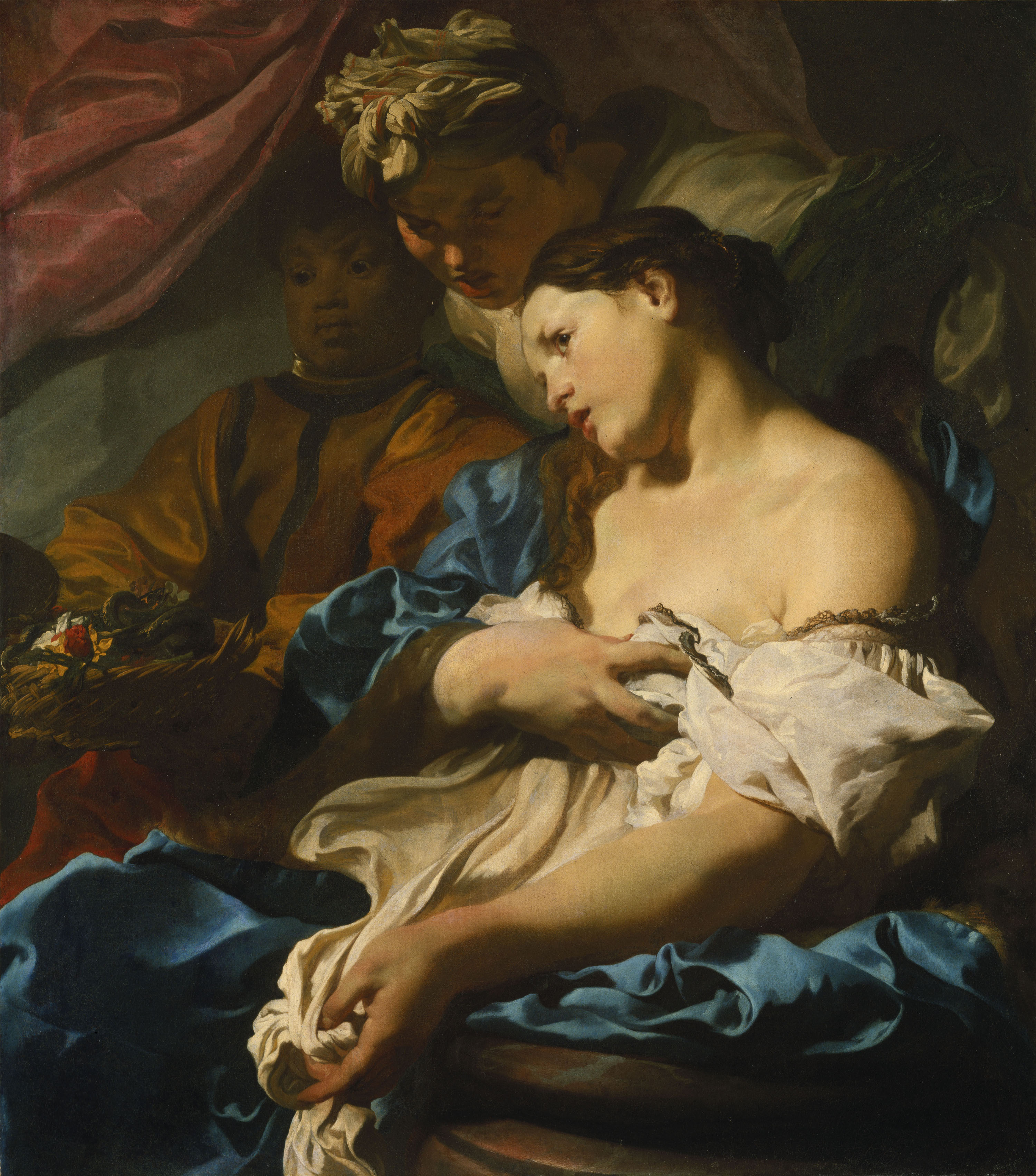
La Mort de Cléopatre, 1622 - Munich Alte Pinacothek
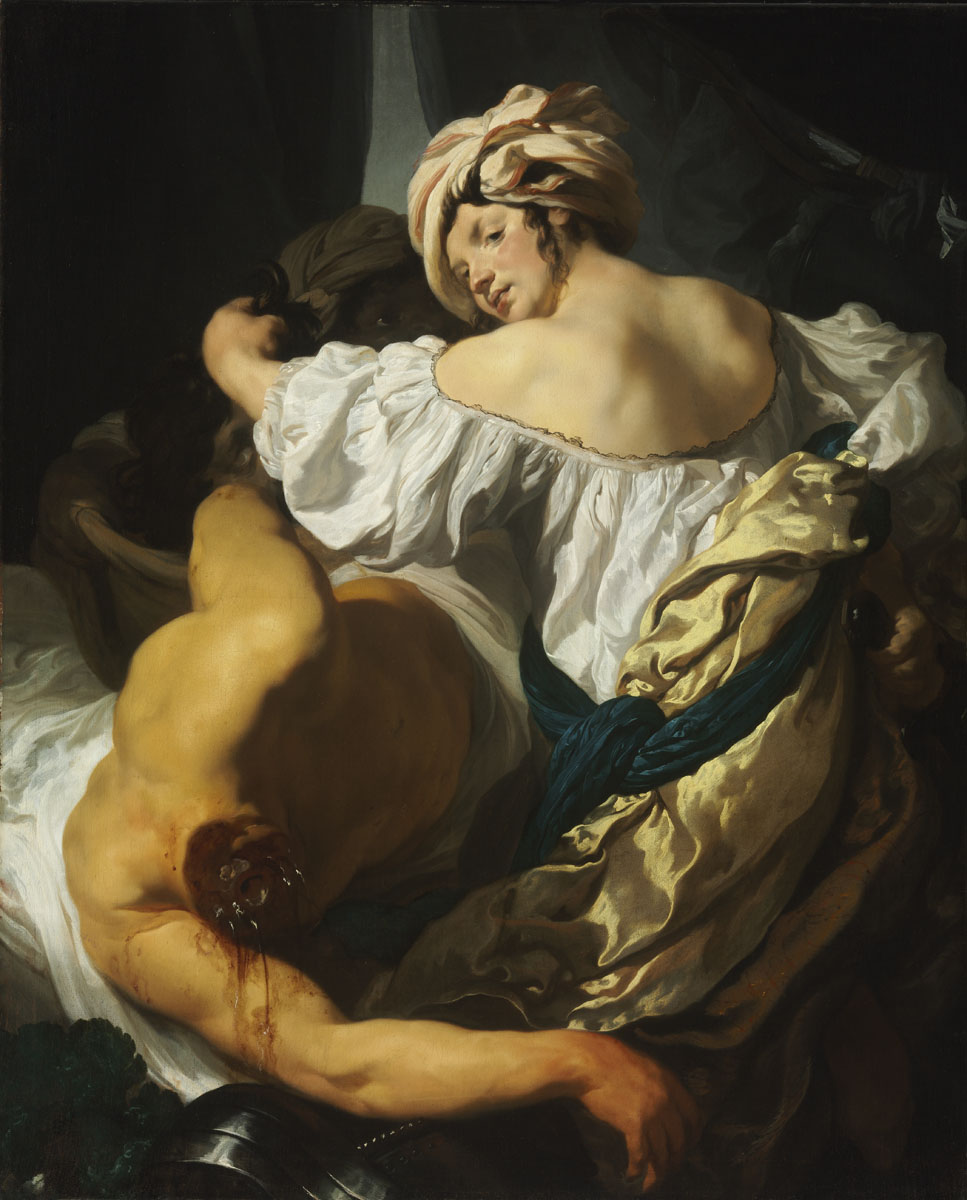
Judith dans la tente de Holophennes, 1628 - Budapest, Musée des Beaux-Arts
Cupidon, 1630 - Cleveland, Musée d'Art

## Johann Liss et la gravure
De la même manière que son illustre prédécesseur Hendrick Goltzius, Johann Liss savait combien le recours à la gravure pour diffuser son œuvre était important au XVIIe siècle, époque où l'art de la gravure s'émancipe et devient un art complexe et prisé sur le marché de l'art en plein essor. Par exemple, la gravure d'après un tableau aujourd'hui disparu de Liss de Nicolas de Son, graveur français que le peintre a pu rencontrer à Rome dans les années 1625-1630, Le Jardin galant, témoigne des échanges artistiques à Rome au XVIIe siècle de même que de l'intérêt que Johann Liss a pu porter à l'interprétation par la gravure de ses toiles. Toutefois, on ne dénombre que deux gravures de la main de Johann Liss : Céphale et Procris et Fool as Matchmaker.   

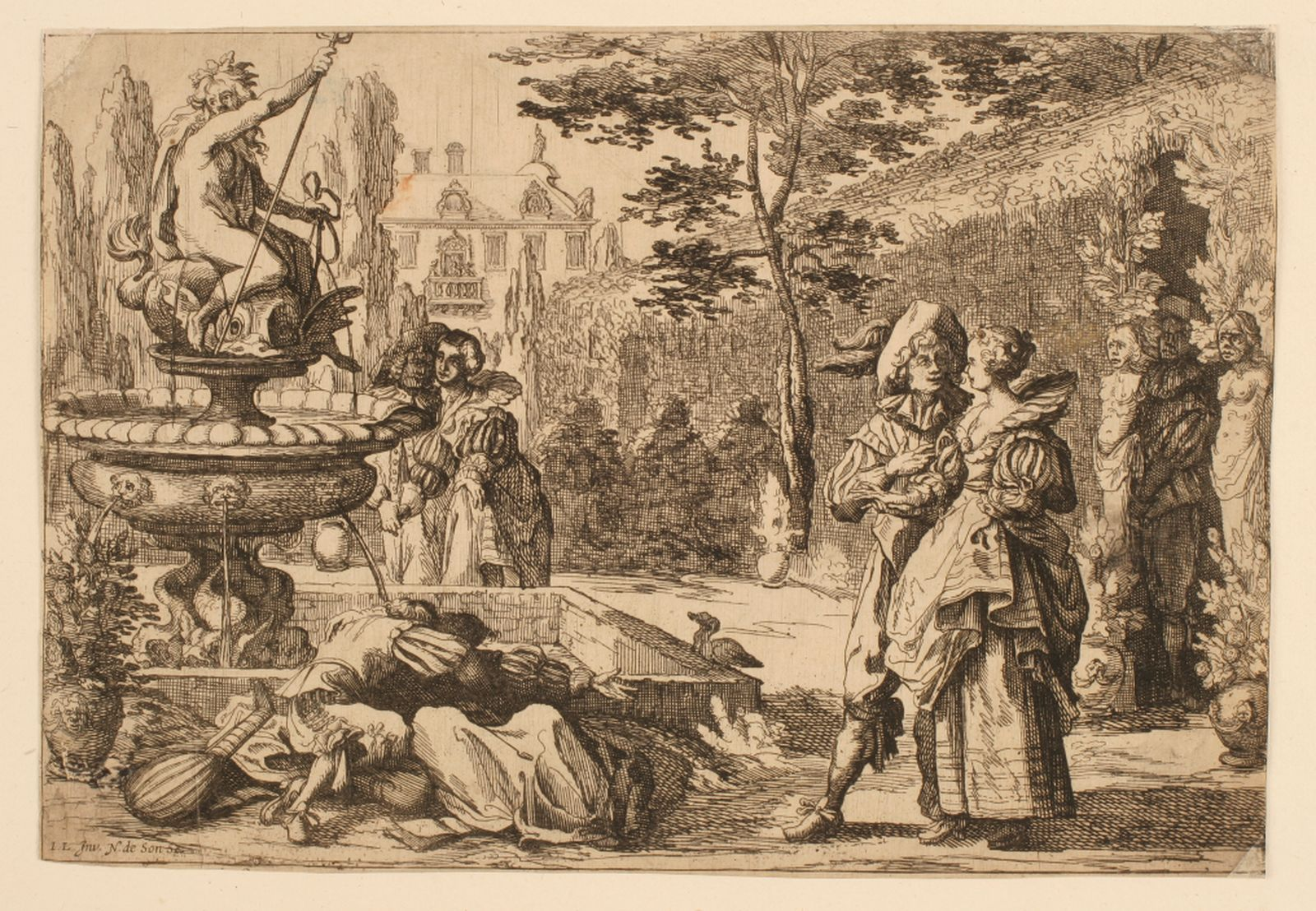
Le Jardin galant, d'après Johann Liss, Nicolas de Son, avant 1632, estampe à l'eau-forte rehaussée au burin, 18.2 x 26.4 cm, Musée des Beaux-Arts de Nancy, Inv. TH.99.15.1145
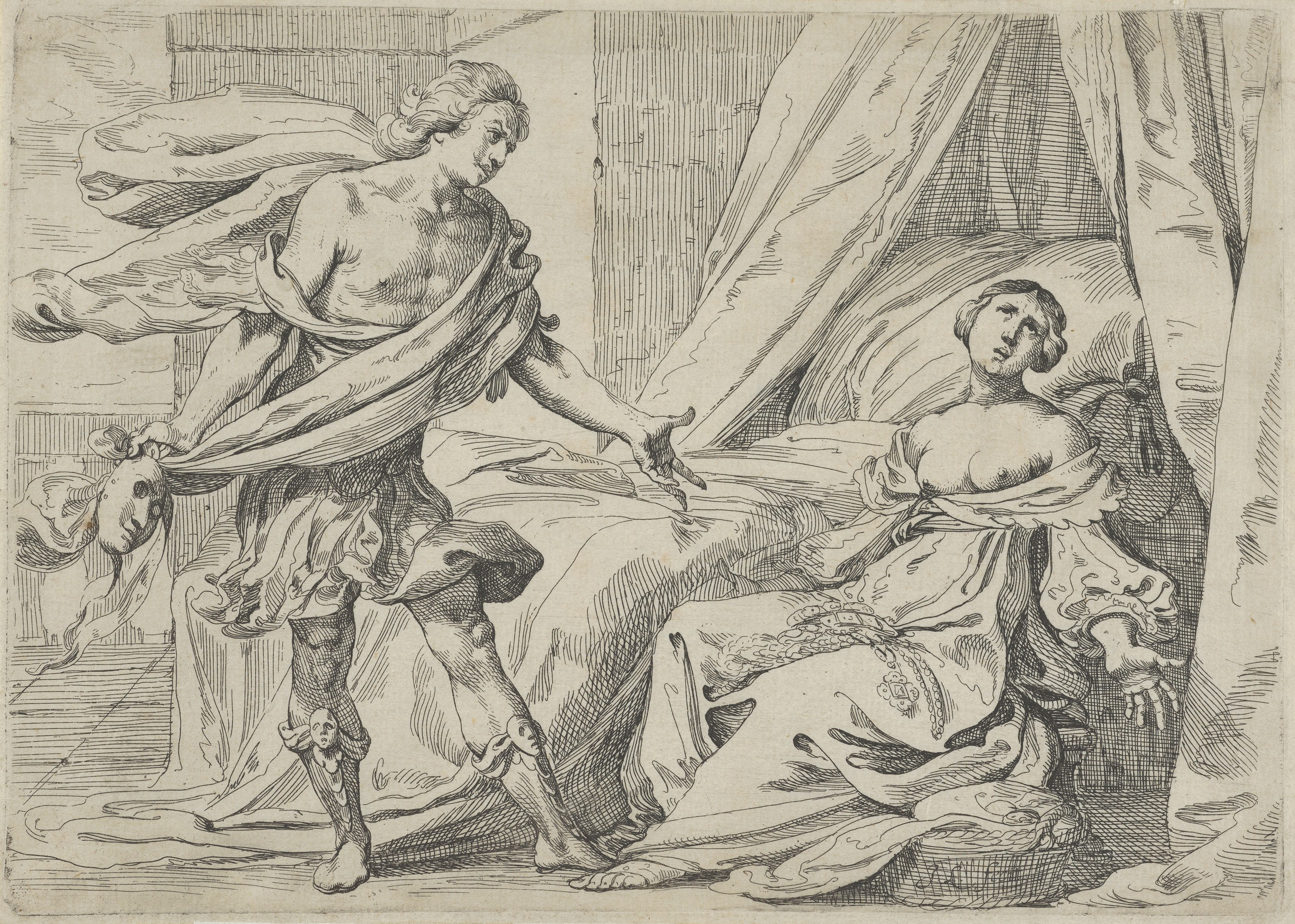
Céphale et Procris, Johann Liss, estampe à l'eau-forte, The Metropolitan Museum of Art, Inv. 2014.462.

Le Jardin galant met en scène deux couples autour d'une fontaine surmontée d'un Neptune au sein d'un jardin clos et palatial inspiré de l'Italie, tandis qu'un troisième couple s'enlace au premier plan. Le luth posé à côté d'eux est un symbole traditionnel de l'amour et de la séduction. Néanmoins, le voyeur tapi dans l'ombre derrière les termes et bosquets charge la scène d'une valeur moralisatrice : la perte de l'innocence dans ces amours volages. Le thème du jardin d'amour, avec de jeunes couples élégamment vêtus dans un jardin richement orné, est un motif pictural populaire au XVIIe siècle remontant au Moyen-Âge, dont un des plus célèbres exemples est le Jardin d'Amour peint par Rubens (1630-1631, Prado).